# Беляев, Николай Иванович (металловед)
Николай Иванович Беля́ев (1877—1920) — российский металлург и металловед.

## Биография
Родился 15 (27) мая 1877 года в городе Поневеж Ковенской губернии (ныне город Паневежис в Литве). 
Его отец, учитель, а затем директор народных училищ, сделал всё возможное, чтобы дать сыну полноценное образование. В 1896 году Николай окончил Рижское реальное училище и поступил на механическое отделение Санкт-Петербургского технологического института. Будучи студентом, проходил производственную практику на Путиловском заводе, после чего решил совершенствоваться в области металлургии. Свою дипломную работу он посвятил проблеме проектирования мартеновского цеха.
Летом 1902 года Беляев окончил институт, получив звание инженера-технолога, и устроился на Путиловский завод в отдел главного механика. Там он участвовал в механических испытаниях различных деталей паровозов, станков и других машин, выпускавшихся на предприятии. Однако особенно сильно его привлекало производство металла. Менее чем через год он добился перевода в отдел главного металлурга. Там Беляев, изучив труды выдающихся русских учёных-металловедов П. П. Аносова, П. М. Обухова, Д. К. Чернова, А. А. Ржешотарского и др., пришёл к выводу, что для производства качественных изделий нужен целый комплекс тщательных исследований металла. По примеру Обуховского завода, где усилиями Ржешотарского была создана первая в России металлографическая лаборатория, Беляев решил организовать такую же на родном предприятии. Молодой инженер убедительно доказал руководству её необходимость, и в 1904 году металлографическая лаборатория Путиловского завода вступила в строй. Она имела огромное значение как для осуществления практических задач производства, так и для развития науки о металлах. К работникам лаборатории обращались за консультацией не только цеха и отделы самого Путиловского завода, но и специалисты других предприятий.
С 1909 года, параллельно с научными исследованиями, Беляев преподавал в Санкт-Петербургском политехническом институте. С 1919-го и до самой смерти был профессором Московской горной академии.
Учёного привлекала идея постройки в России крупного завода качественных сталей. Это имело важное значение для всех отраслей отечественной промышленности, особенно военной. Первое в стране крупное предприятие по производству специальных сталей на базе широкого использования электроэнергии в металлургических агрегатах решено было возводить под Москвой, на полустанке Затишье, близ города Богородска (ныне Ногинск), где в то время уже существовал небольшой литейный завод. Руководителем строительства был назначен Беляев. В 1916 году он покинул стены родного Путиловского завода и занялся новым проектом. В конце 1917-го первый в России электрометаллургический завод «Электросталь» был запущен.
В апреле 1920 года ВСНХ командировал Беляева на южные металлургические заводы, поручив ему задания, связанные с производством высококачественных сталей. На обратном пути в столицу учёный тяжело заболел и 26 мая скончался. Похоронен на Ваганьковском кладбище.

## Научная деятельность
Беляев развивал идеи русского металлурга Д. К. Чернова о строении стали. Он исследовал изменения механических свойств стального слитка под воздействием различных особенностей: ликвации, усадки, газовых пузырей и т. д. Также он изучал влияние термической обработки и различных видов деформации на качество литой и кованой стали. 
Особое внимание учёный уделял изучению макроструктуры металла, т. е. его кристаллического строения. Он справедливо полагал, что механические качества стального изделия зависят не только от микроструктуры материала, но и от более «грубых» частиц — кристаллов, его составляющих. Данной теме посвящена его работа «Макроструктура стали в связи с кристаллизацией», опубликованная в 1910 году в первом номере только что созданного тогда «Журнала Русского металлургического общества» (ЖРМО). Этот труд, принёсший автору широкую известность, и поныне с интересом изучается специалистами.
В отечественной металлургии Беляев известен как один из создателей российского производства легированных сталей.

## Сочинения
- Макроструктура стали в связи с кристаллизацией. — СПб., 1910.
- О булате. — СПб., 1911.
- Сталь. — Л., 1925.